# Groupe de NGC 3800
Le groupe de NGC 3800 comprend au moins 16 galaxies situées dans la constellation du Lion. La distance moyenne entre ce groupe et la Voie lactée est d'environ 53,7 Mpc (∼175 millions d'al). 

## Membres
Le tableau ci-dessous liste les 16 galaxies du groupe indiquées dans l'article de A.M. Garcia paru en 1993.
Abraham Mahtessian mentionne aussi l'existence de ce groupe, mais seules les galaxies NGC 3768, NGC 3790, NGC 3801 et NGC 3827 y figurent. La galaxie NGC 3853 figure dans l'article de Mahtessian, mais sous une autre entrée où elle forme une paire de galaxie avec UGC 6666, désigné comme 1139+1618 (CGCG 1139,7+1648). De même, les galaxies NGC 3799 et NGC 3800 figurent aussi sous une autre entrée dans cet article comme une paire de galaxies.  
| Nom         | Class.        | Type                        | α (J2000.0)   | δ (J2000.0) | Vitesse radiale (km/s) | m                    | Distance (Mpc) | Diamètre (kal) |
| ----------- | ------------- | --------------------------- | ------------- | ----------- | ---------------------- | -------------------- | -------------- | -------------- |
| NGC 3768    | S0            | Lenticulaire                | 11h 37m 14.5s | 17° 50′ 24″ | 3473 ± 19              | 12,4                 | 56,2 ± 4,0     | 101            |
| NGC 3790    | S0/a          | Lenticulaire                | 11h 39m 47.2s | 17° 42′ 44″ | 3377 ± 2               | 12,7                 | 54,7 ± 3,9     | 74             |
| NGC 3799    | SB(s)b? pec   | Spirale barrée              | 11h 40m 09.4s | 15° 19′ 38″ | 3319 ± 3               | 13,9                 | 54,0 ± 3,8     | 42             |
| NGC 3800    | SAB(rs)b? pec | Spirale intermédiaire       | 11h 40m 13.5s | 15° 20′ 32″ | 3312 ± 2               | 12,7                 | 53,9 ± 3,8     | 84             |
| NGC 3801    | S0/a          | Lenticulaire                | 11h 40m 16.9s | 17° 43′ 41″ | 3317 ± 2               | 12,0                 | 53,9 ± 3,8     | 171            |
| NGC 3802    | Sc,           | Spirale                     | 11h 40m 18.8s | 17° 45′ 55″ | 3321 ± 9               | 13,3                 | 53,9 ± 3,8     | 45             |
| NGC 3806    | SABb          | Spirale intermédiaire       | 11h 40m 46.6s | 17° 47′ 47″ | 3495 ± 5               | 13,6                 | 56,5 ± 4,0     | 84             |
| NGC 3827    | Sa            | Spirale                     | 11h 42m 36.3s | 18° 50′ 44″ | 3138 ± 3               | 13,3                 | 51,2 ± 3,6     | 57             |
| NGC 3853    | E             | Elliptique                  | 11h 44m 28.3s | 16° 33′ 29″ | 3310 ± 2               | 12,4                 | 53,8 ± 3,8     | 100            |
| UGC 6631    | Sab           | Spirale                     | 11h 40m 11.7s | 17° 18′ 44″ | 3537 ± 2               | 13,5                 | 57,1 ± 4,0     | 51             |
| UGC 6653    | SB0/a?        | Lenticulaire                | 11h 41m 39.7s | 15° 57′ 57″ | 3225 ± 1               | 13,7                 | 52,6 ± 3,7     | 99             |
| UGC 6666    | S?            | Spirale                     | 11h 42m 20.6s | 16° 00′ 39″ | 3087 ± 1               | 13,5                 | 50,5 ± 3,6     | 66             |
| UGC 6687    | Sdm?          | Spirale magellanique        | 11h 43m 20.1s | 18° 11′ 28″ | 3199 ± 1               | 14,99                | 52,1 ± 3,7     | 83             |
| UGC 6794    | SBdm?         | Spirale barrée magellanique | 11h 49m 23.9s | 16° 38′ 31″ | 3453 ± 2               | 14,2                 | 55,9 ± 3,9     | 73             |
| MCG 3-30-33 | C             | Compacte naine              | 11h 39m 56.3s | 16° 57′ 18″ | 3209 ± 2               | 13,9 ± 0,3           | 52,3 ± 3,7     | 38             |
| MCG 3-30-38 | S?            | Spirale                     | 11h 40m 16.1s | 17° 27′ 26″ | 3133 ± 2               | 12,885 ± 0,003 asinh | 51,2 ± 3,6     | 57             |

Le site DeepskyLog permet de trouver aisément les constellations des galaxies mentionnées dans ce tableau ou si elles ne s'y trouvent pas, l'outil du site constellation permet de le faire à l'aide des coordonnées de la galaxie. Sauf indication contraire, les données proviennent du site NASA/IPAC.